# 国際連合安全保障理事会決議1838
国際連合安全保障理事会決議1838（こくさいれんごうあんぜんほしょうりじかいけつぎ1838、英: United Nations Security Council Resolution 1838）は、2008年10月7日に国際連合安全保障理事会で採択されたソマリア情勢に関する決議。略称はUNSCR1838。

## 概要
国連安保理決議1838は、ソマリア沖の海賊行為の防止に向け、人道支援物資の輸送と通商航路の安全確保のため、6カ月間、加盟国の艦船に国連憲章第7章に基づく武力行使を含む「必要なあらゆる措置」によって海賊行為を阻止する権限を認めた前回の安保理決議1816号（2008年6月採択）を強化したもの。より具体的に海軍艦艇及び軍用機の派遣を加盟国に要請し、同決議に定める措置の適用期間の延長をソマリア暫定連邦政府（TFG）に確認するもの。決議は全会一致で採択された。

## 解説
採択の同日に国連安保理が発表した報道資料によると、決議の内容は次の通り。
- 海上行動の安全確保を求める国家に対し、ソマリア沖の公海上に海軍艦艇および軍用機の派遣を求める。
- 国連憲章第7章に基づく行動として、当該海域で活動する海軍艦艇および軍用機に対し、1982年の国連海洋法条約に準じて、海賊行為を鎮圧するために必要な手段をとることを認める。
- 理事会はこれらの活動に参加可能な国家に対し、安保理決議1816号に基づきソマリア暫定政府と協力することを要請した。決議1816号では、海賊行為ならびに武装強盗行為を鎮圧するため、参加国は6カ月の間、ソマリア領海内に入り国際法に準じた「あらゆる手段」を講じることができると定められていた。本日、理事会はこの期限をさらに6か月間延長することを決定した。
- 国家および地域機構は、ソマリア領内の人々に人道的支援を行ううえで不可欠な世界食糧計画（WFP）の輸送船団を守るために必要な行動を継続して実施することを求められた。